# Cravant (Loiret)
Cravant is een gemeente in het Franse departement Loiret (regio Centre-Val de Loire). De plaats maakt deel uit van het arrondissement Orléans. Cravant telde op 1 januari 2022 951 inwoners.

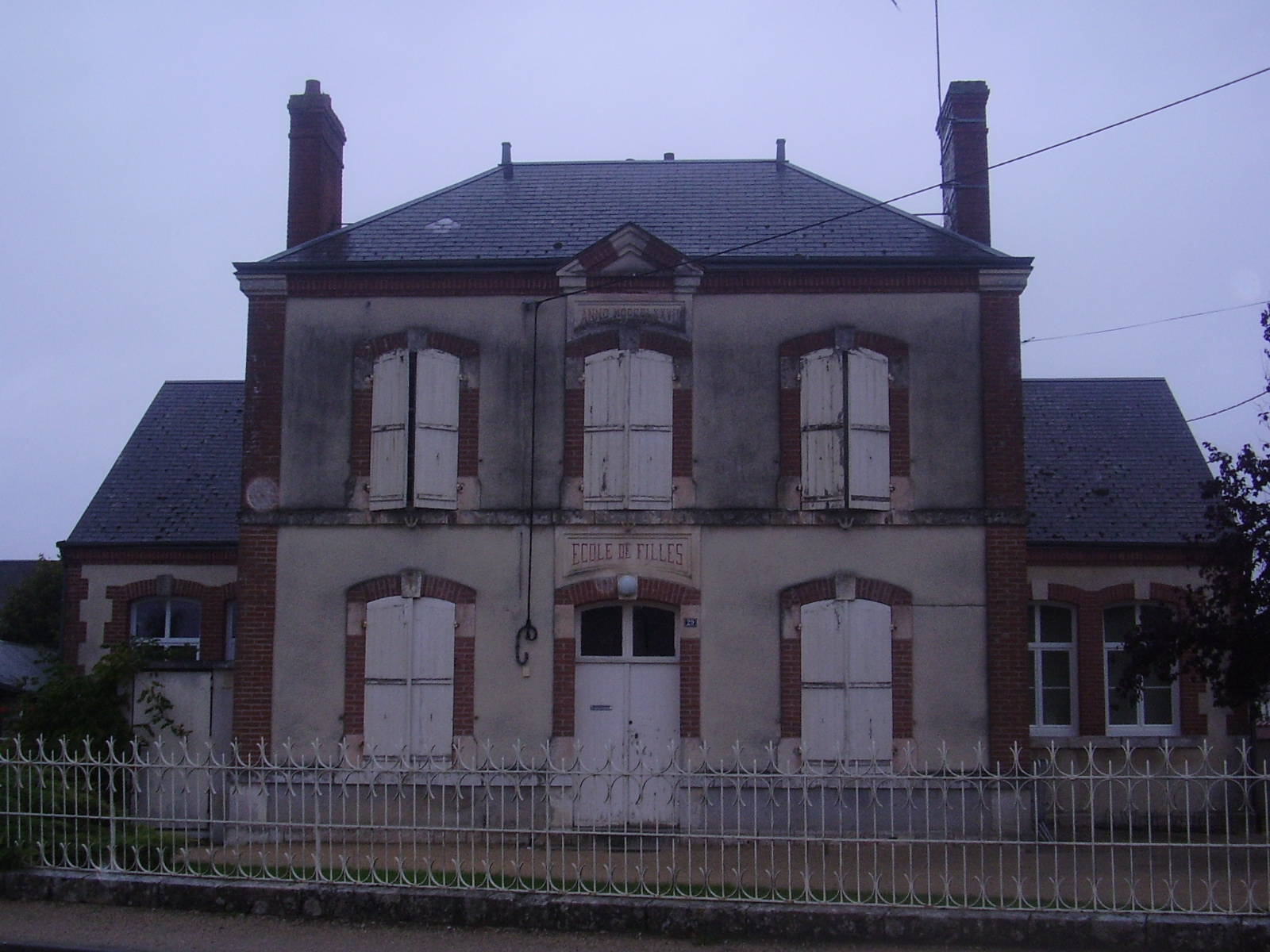
School in Cravant
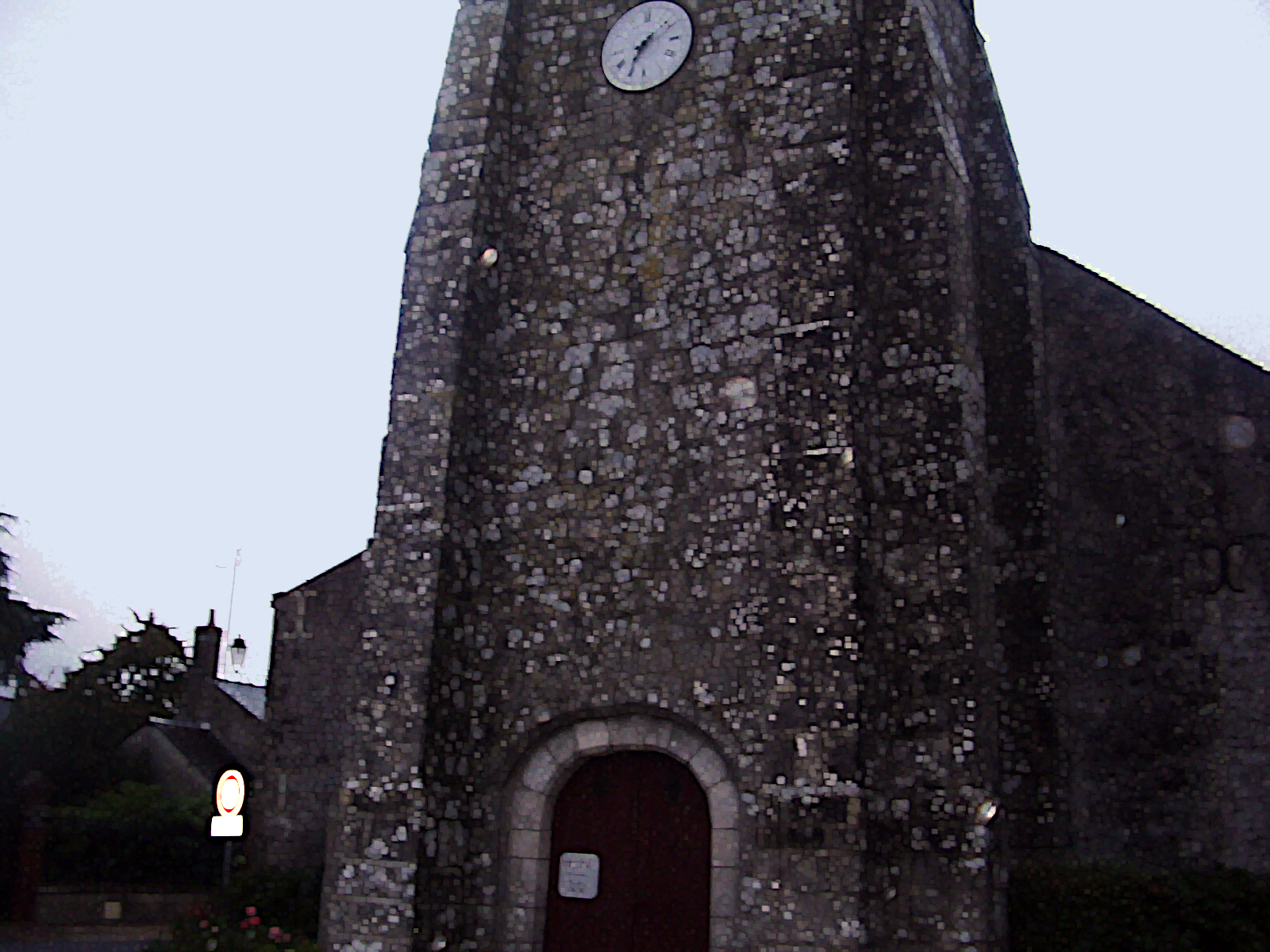
Kerk van Cravant

## Geografie
De oppervlakte van Cravant bedroeg op 1 januari 2022 33,91 vierkante kilometer; de bevolkingsdichtheid was toen 28 inwoners per km².

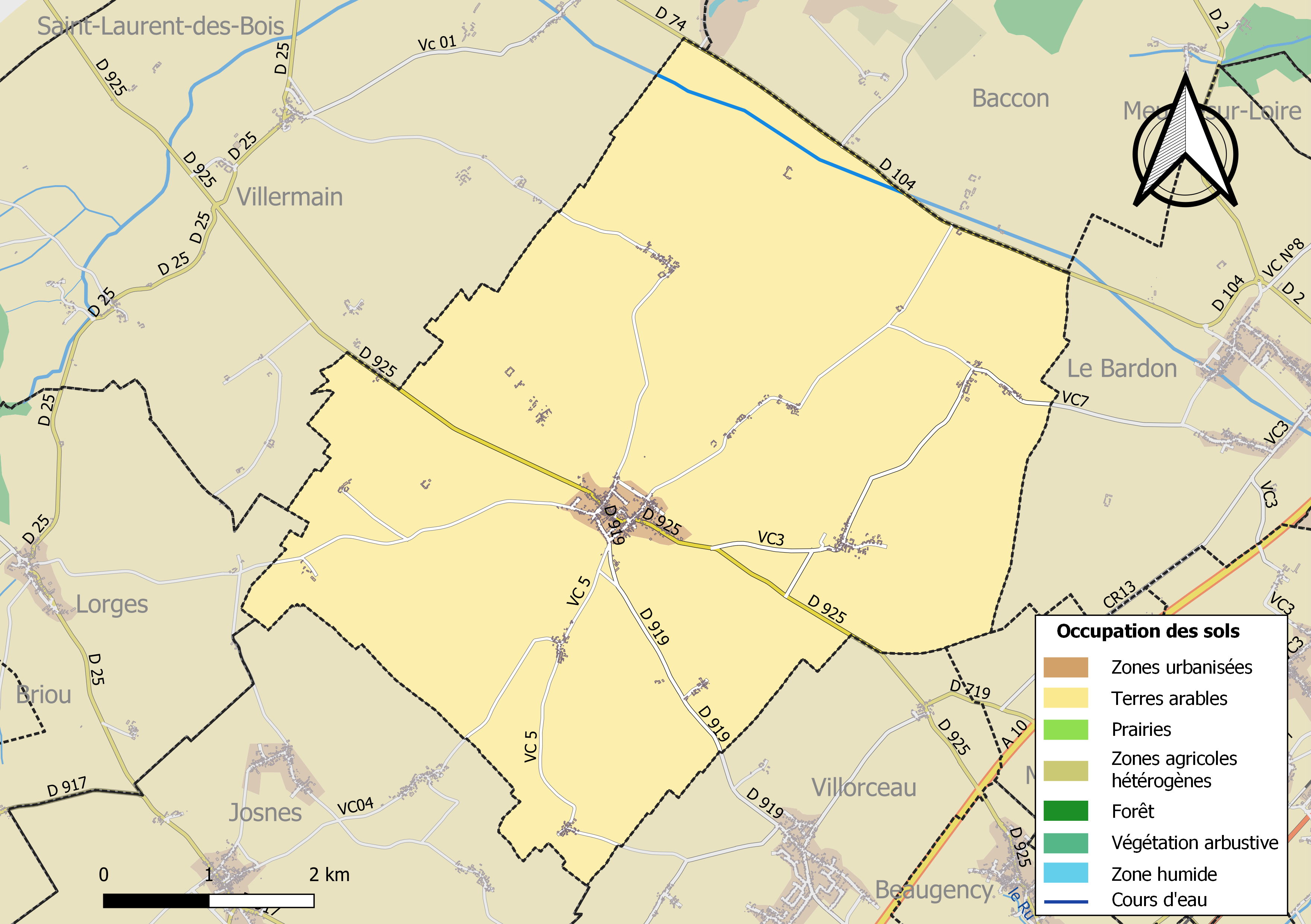
Kaart van de gemeente met de belangrijkste infrastructuur, bodemgebruik en omliggende gemeenten

## Demografie
Onderstaande figuur toont het verloop van het inwonertal (bron: INSEE-tellingen).